# Suea pat

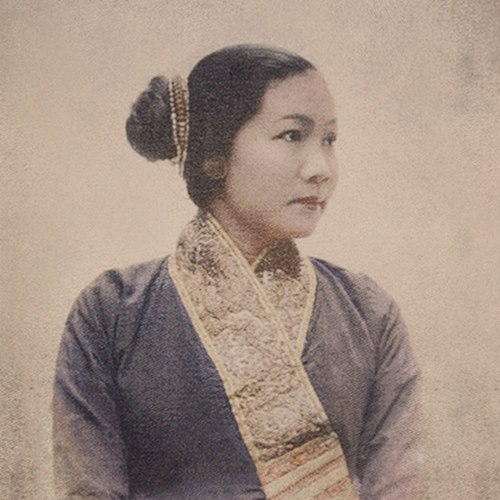
Khamla Khammao, dernière princesse du royaume du Laos, en suea pat

Le suea pat (lao : ເສື້ອປັດ, thaï du Nord :  เสื้อปั๊ด) ou suea pai lao : ເສື້ອປ້າຍ,  thaï du Nord : เสื้อป้าย) est un type de vêtement porté par les femmes de différentes ethnies au Laos et dans le nord de la Thaïlande : Lao, Tai Lue people (en), Northern Thai people (en).

## Description
Le suea pat est une sorte de chemise à manches longues sans boutons. On la porte en enroulant le côté droit avant de la chemise sur le côté gauche avant, et les deux pans sont attachés ensemble par des ficelles.

## Luang Prabang
Les suea pats de Luang Prabang, au Laos, ont généralement de grands cols dorés.
Dans le Laos actuel, les femmes portent des suea pats lors de cérémonies telles que les mariages. Chaque année à Luang Prabang, la gagnante du concours Miss Songkran, ou nang sangkhane (Lao : ນາງສັງຂານ ), doit porter un suea pat sous un pha biang, un tissu ressemblant à une écharpe qui s'enroule en diagonale du bas de la taille droite à l'épaule supérieure gauche.

## Galerie

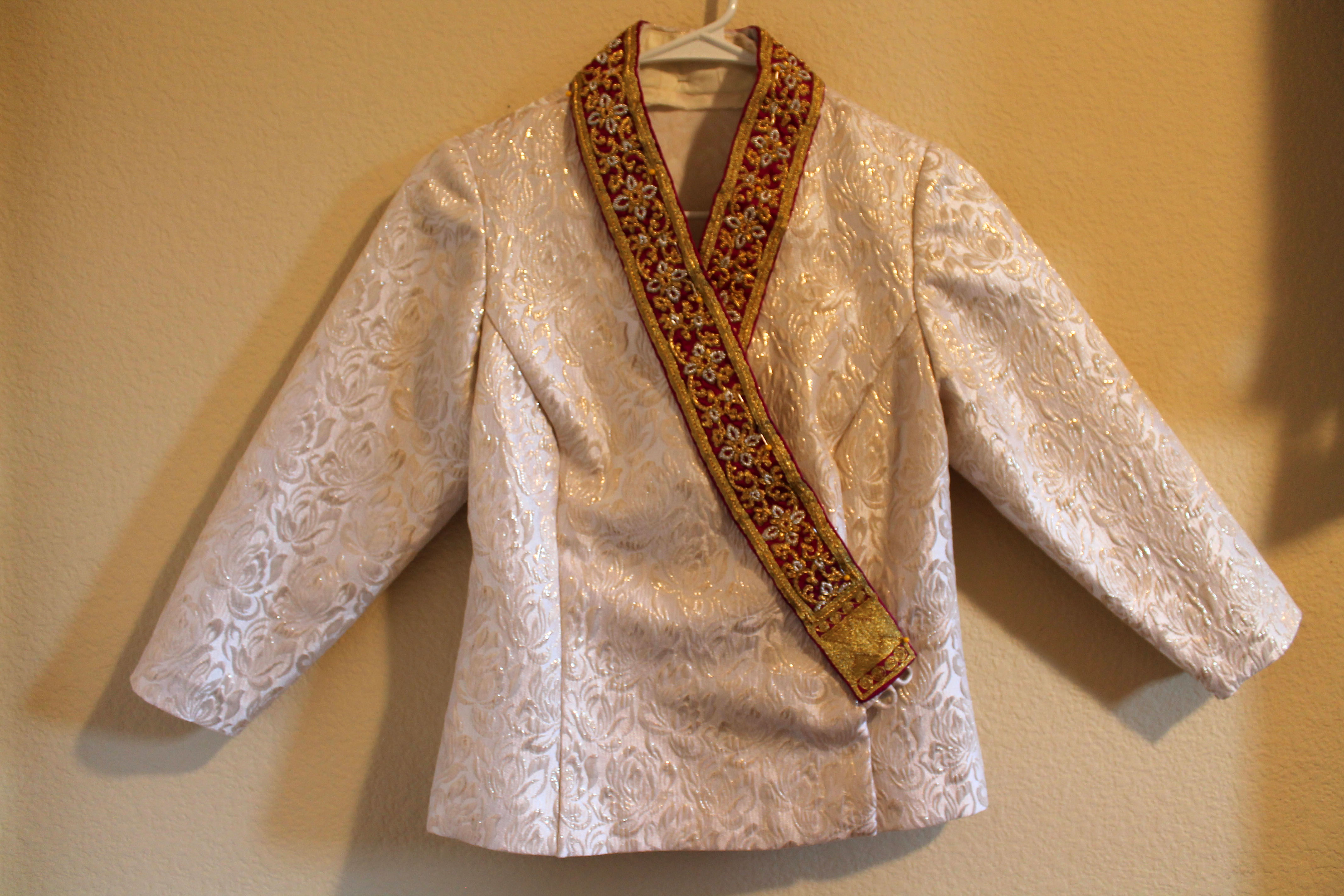
Sue pat classique
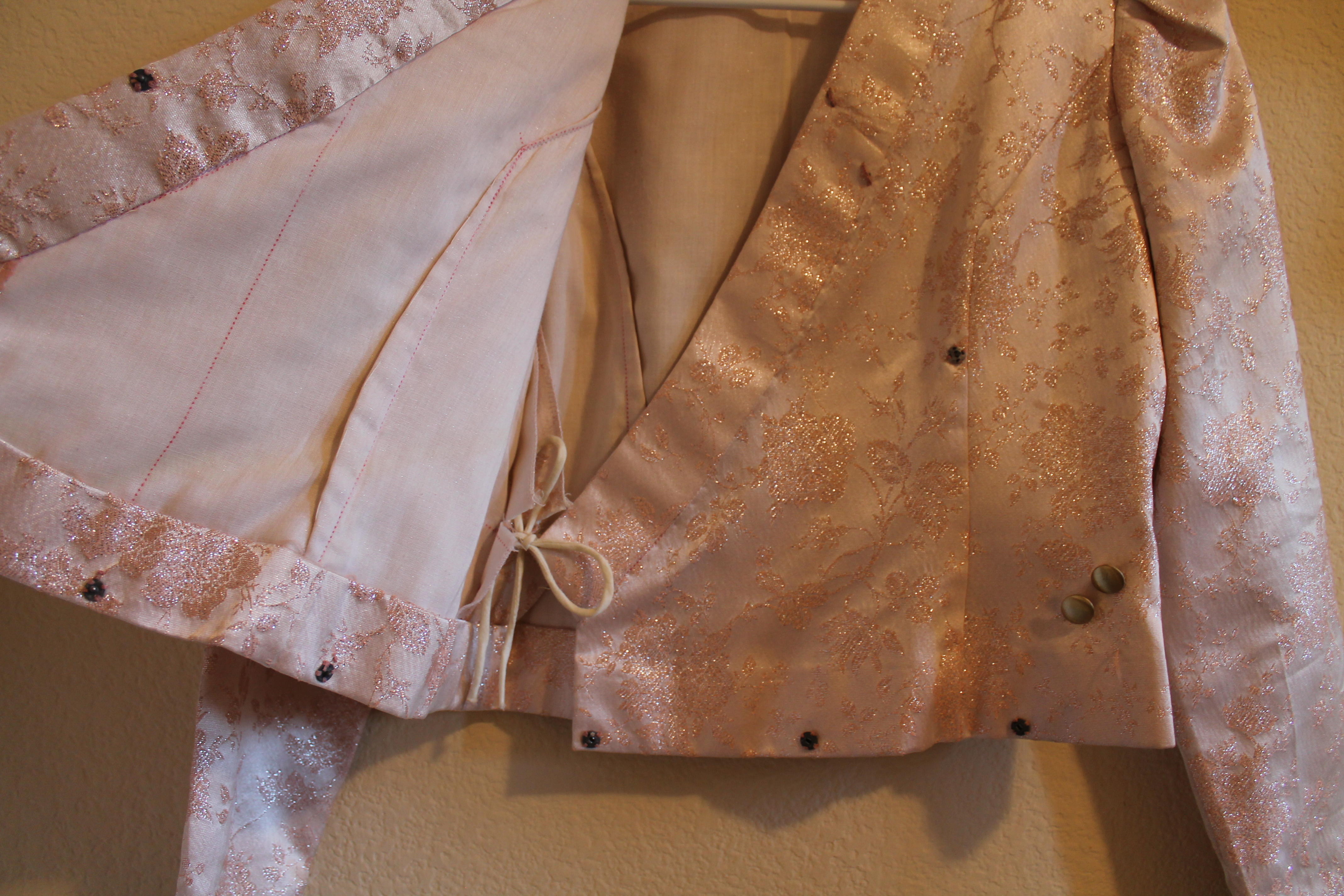
Suea pat ouverte
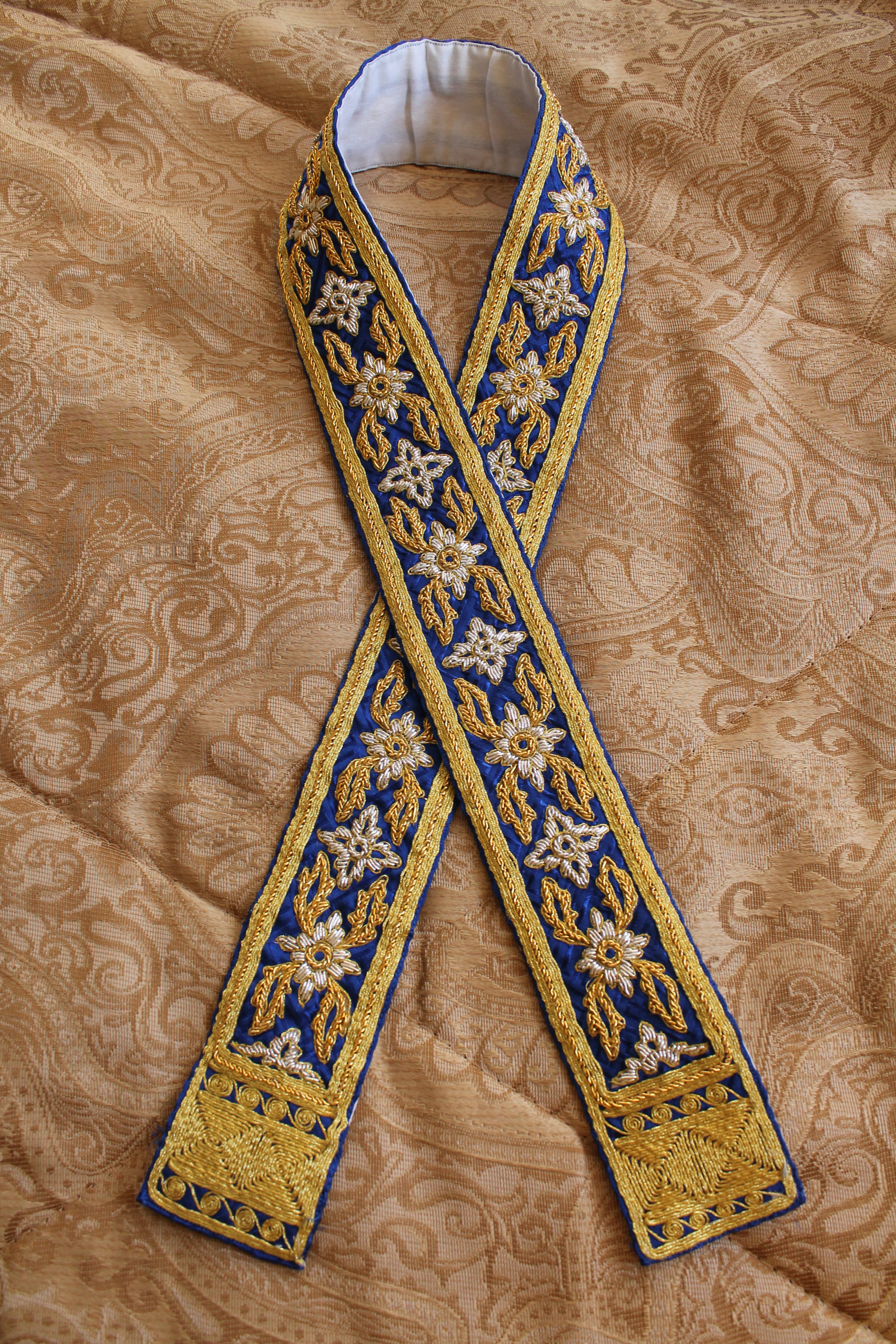
Un col amovible
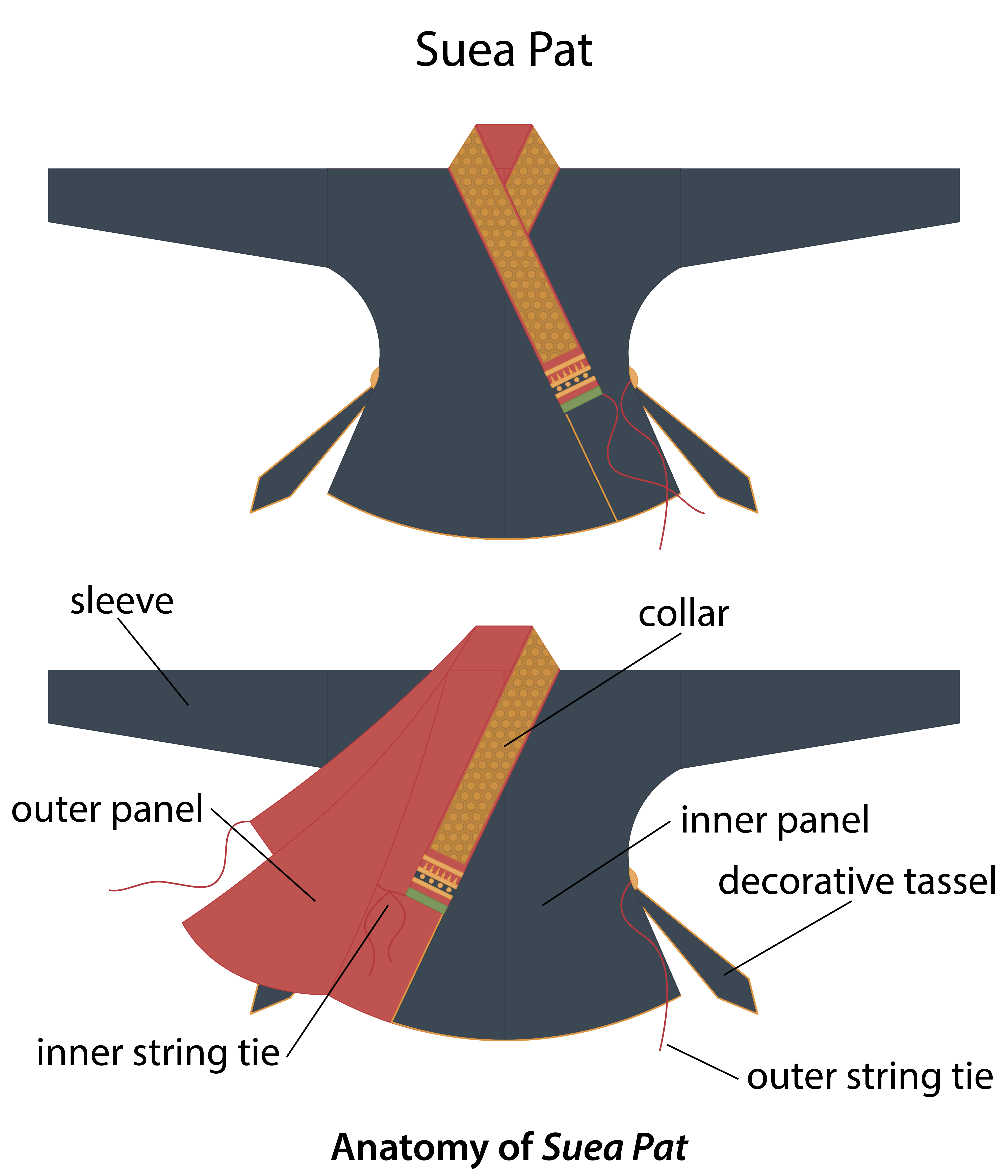
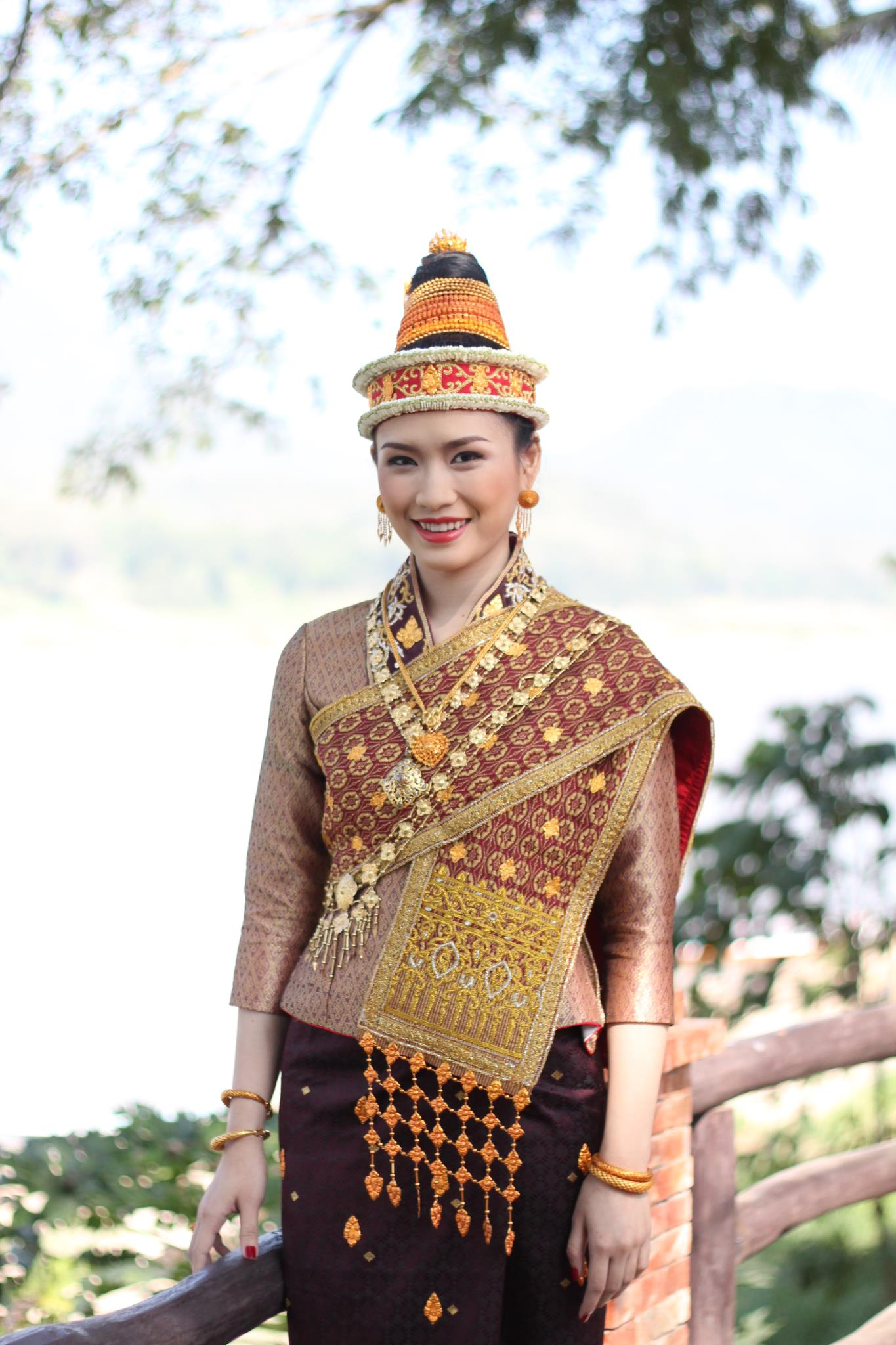
Miss Songkran avec un suea pat recouvert d'un pha biang, une sorte de longue écharpe